# Ноябрьская парогазовая электростанция
Ноябрьская парогазовая электростанция — первая парогазовая электростанция в Ямало-Ненецком автономном округе, один из крупных источников электрической и тепловой энергии в округе.

## Описание
Станция состоит из двух энергоблоков, каждый из которых состоит из ГТУ мощностью 42 МВт, котла-утилизатора и теплофикационной паровой турбины мощностью 20 МВт. Газотурбинные установки PG6581 «General Electric» применены на станции впервые в России.

## История
- 30 января 2007 года состоялась торжественная церемония начала строительства электростанции, забита первая свая под фундамент.
- В ноябре 2007 года на стройплощадку была доставлена первая газовая турбина с генератором.
- В мае 2008 года завершено сооружение фундаментов газовых турбин, начат монтаж котлов-утилизаторов.
- В июне 2008 года установлены электрогенераторы газовых турбин.
- В октябре 2008 года завершен монтаж комплексного распределительного устройства элегазового.
- В ноябре 2008 года начат монтаж паровых турбин.
- В июне 2009 года на станции заработала автоматизированная система управления технологическими процессами.
- С сентября по октябрь 2009 года на станции проводились пусконаладочные работы на основном оборудовании.
- В феврале 2010 года на электростанцию подали газ.
- В августе 2010 года успешно завершено комплексное опробование первого и второго энергоблоков станции.
- 19 ноября 2010 года состоялась торжественная церемония ввода в эксплуатацию электростанции.
- В 2011 году Ноябрьская парогазовая электростанция признана лучшей среди генерирующих компаний России по критерию «коэффициент использования установленной мощности».